# Tarcze imaginalne
Tarcze imaginalne, dyski imaginalne (ang. imaginal discs) – zespoły totipotencjalnych komórek w ciele larw niektórych bezkręgowców, np.: u owadów z przeobrażeniem zupełnym, rozwijają się podczas przeobrażenia w narządy właściwe dla dorosłego osobnika. Mogą mieć kształt dysków powstałych z wypukleń naskórka oraz komórek mezodermalnych.